# Pyotr Velikiy (099)
O Pyotr Velikiy (Пётр Великий) é um cruzador de batalha operado pela Marinha da Rússia e a quarta e última embarcação da Classe Kirov depois do Kirov, Admiral Lazarev e Admiral Nakhimov. Sua construção começou em março de 1986 no Estaleiro Nº 189 em Leningrado e foi lançado ao mar em abril de 1989 originalmente para a Frota Naval Militar Soviética com o nome de Iuri Andropov (Юрий Андропов), sendo comissionado na frota russa em abril de 1998. Seu armamento principal é composto de uma variedade de mísseis antinavio e superfície-ar, tem um deslocamento carregado de 28 mil toneladas e alcança uma velocidade máxima de 32 nós (59 quilômetros por hora).
A Dissolução da União Soviética ocorreu em 1991 enquanto o navio estava em equipagem e consequentemente sua finalização foi adiada em anos por conta da situação financeira ruim da Rússia pela década de 1990, com seu nome também sendo alterado para Pyotr Velikiy por motivos políticos. A embarcação foi designada como capitânia da Frota do Norte e sua carreira desde então tem consistido principalmente de exercícios de treinamento de rotina, mas participou em 2016 de operações durante a Guerra Civil Síria em apoio às forças governistas na Ofensiva de Alepo. Uma possível modernização ou descomissionamento estão em aberto até o retorno ao serviço do Admiral Nakhimov.